# 伊東警察署
伊東警察署（いとうけいさつしょ）は、静岡県伊東市にある、静岡県警察管轄の警察署。

## 所在地
- 静岡県伊東市竹の台2-26

## アクセス
- JR伊東線伊東駅下車 徒歩約20分。
- 東海バス仏光寺前停留所下車。

## 管轄地域
- 伊東市全域

## 沿革
- 1896年（明治29年）
  - 3月31日まで - 現・伊東市は、下田警察署と三島警察署熱海分署の管轄に分かれていた。
  - 4月1日 - 現・伊東市が賀茂郡から田方郡に異動したため、三島警察署伊東分署を開設。
- 1914年（大正3年）5月6日 - 伊東分署が巡査部長派出所に格下げ。
- 1920年（大正9年）9月10日 - 伊東分署再設。
- 1926年（大正15年）7月1日 - 旧伊東警察署に昇格。
- 1948年（昭和23年）3月7日 - 旧警察法の施行により、自治体警察が伊東市と宇佐美村に開設。対島村は国家地方警察田方地区警察の管轄に入る。
- 1951年（昭和26年）
  - 9月30日 - 9月14日に宇佐美村で行われた自治体警察廃止の住民投票の結果、賛成多数を占めたため、宇佐美村警察署は廃止され翌日国家地方警察に編入。
  - 10月1日 - 宇佐美村・対島村は北田方地区警察署の管轄となる。
- 1954年（昭和29年）
  - 6月30日 - 旧警察法の廃止により、伊東市警察及び北田方地区警察は廃止。
  - 7月1日 - 現警察法の施行により、静岡県警発足。伊東警察署新設。
- 1957年（昭和32年）6月4日 - 新築落成。
- 1991年（平成3年）10月31日 - 現在地に竣工。

## 組織
- 署長
- 次長兼業務管理官
- 警務課
- 会計課
- 生活安全課
- 地域課
- 刑事課
- 交通課
- 警備課

## 交番
- 岡交番
- 伊東駅前交番
- 玖須美交番
- 宇佐美交番
- 吉田交番（吉田駐在所より変更）
- 八幡野交番

## 廃止された駐在所
- 新井駐在所
- 富戸駐在所